# Ópiter Verginio Tricosto Esquilino
Ópiter Verginio Tricosto Esquilino (en latín, Opiter Verginius Tricostus Esquilinus) fue un cónsul sufecto en el año 478 a. C., a la muerte de Cayo Servilio Estructo Ahala.
Esquilino era el nombre de varias familias en Roma, que lograron vivir en la colina Esquilina. El nombre también se usaba como un agnomen para distinguir a un miembro o una fracción de una familia del mismo nombre. Casi todos los miembros de la gens Virginia tenían el cognomen Tricosto, y los que habitaban en la colina Esquilina tenían el apellido Esquilino, al igual que los que vivían en la colina Celia tenían el apellido Celiomontano.
Dos miembros de la gens que llevaban el apellido Esquilino alcanzaron el consulado, a saber, el primero fue Ópiter Verginio Tricosto Esquilino, cónsul suffectus en 478 a. C., llenando el lugar de Cayo Servilio Estructo Ahala, que murió en el año de su mandato, y su nieto, Lucio Verginio Tricosto Esquilino, tribuno con poderes consulares del año 402 a. C.